# Australian Six

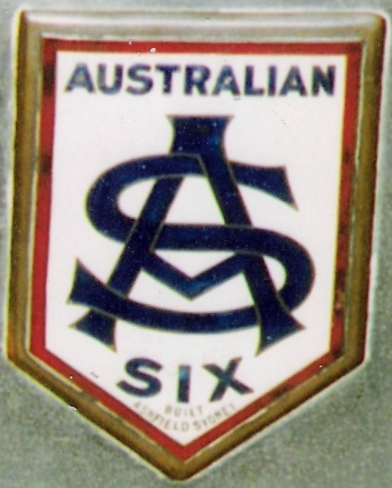
Logo de Australian Six.

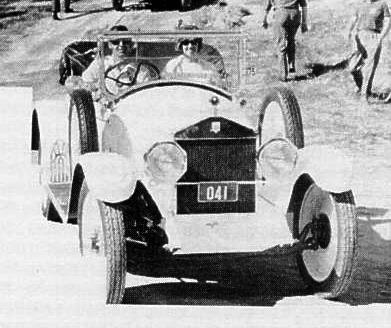
Australian Six convertible del 1919.

Australian Six fue un automóvil fabricado en Australia entre 1919 y 1925. Fue un intento de competir contra los vehículos importados de los Estados Unidos, y se produce a partir de una mezcla de partes nacionales e importadas. Los vehículos ofrecían un diseño de chasis convencional y una selección de cinco cuerpos, de fabricación local, bajo el lema "Hecho en Australia, por australianos, para Australia'. La mayoría de los modelos fueron equipados con motores Rutenber Straight-6 y cajas de cambio Gran Lees or Muncie; algunos, sin embargo, habían importado motores OHV Ansted. Antes de 1919 la fábrica se encontraba en el suburbio de Rushcutters Bay, Nueva Gales del Sur, que luego se trasladó a Ashfield hasta 1924. La empresa se vio obligada a cerrar la producción después de la construcción de unas 500 unidades, lo que se debió principalmente a los altos costos de producción.
El término australiano Australian Six (o "Big Aussie Six") se utiliza a veces para referirse a los grandes vehículos construidos de Australia, como el Ford Falcon, Holden Commodore/Toyota Lexcen, Toyota Avalon/Aurion, el Mitsubishi Magna/380, Chrysler Valiant y el Leyland P76, que a menudo tienen motores de seis cilindros.
En 1984 la marca fue honrada en un estampilla, que forma parte de una serie de cinco estampillas que representan los primeros automóviles australianos, emitida por el Correo de Australia.

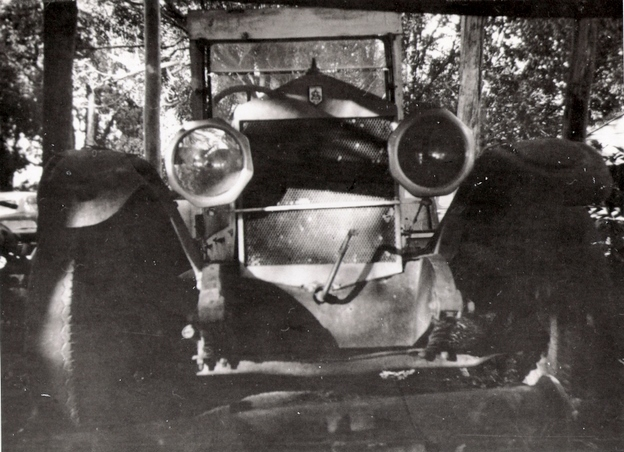
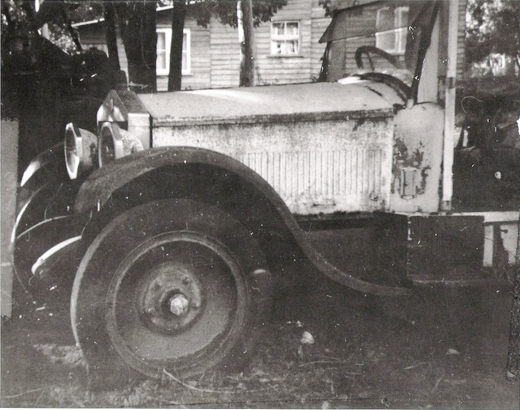